# Remigija Nazarovienė
Remigija Nazarovienė, geb. Sablovskaitė, (* 2. Juni 1967 in Aschgabat, Turkmenische SSR, Sowjetunion) ist eine ehemalige sowjetische und litauische Leichtathletin, die sich auf den Siebenkampf spezialisiert hatte.

## Leben
Bei den Olympischen Spielen 1988 in Seoul belegte sie für die Sowjetunion startend unter ihrem Geburtsnamen Sablovskaitė den fünften Platz im Siebenkampf. Im selben Jahr war sie sowjetische Meisterin geworden.
Seit der Unabhängigkeit Litauens 1990 gehörte sie über ein Jahrzehnt lang zu den herausragenden Athletinnen des Landes. Insgesamt wurde sie neunmal litauische Meisterin. Neben drei Titeln im Siebenkampf (1990, 1992, 2002) war sie auch in den Einzeldisziplinen Weitsprung (1995, 1997), 100-Meter-Hürdenlauf (1995, 1998), Kugelstoßen (1996) und Hochsprung (1997) erfolgreich. Außerdem hält sie die Landesrekorde im Siebenkampf und im 100-Meter-Hürdenlauf.
Bei den Olympischen Spielen 1992 in Barcelona belegte Nazarovienė den vierzehnten Platz im Siebenkampf und bei den Leichtathletik-Europameisterschaften 1994 in Helsinki den siebten Platz im Siebenkampf. 1996 wurde sie bei den Olympischen Spielen in Atlanta Zehnte. Den größten Erfolg ihrer Karriere feierte sie ein Jahr später bei den Leichtathletik-Weltmeisterschaften 1997 in Athen. Mit 6566 Punkten gewann sie dort die Bronzemedaille im Siebenkampf hinter Sabine Braun (6739 Punkte) und Denise Lewis (6654 Punkte). Außerdem siegte sie in dieser und der folgenden Saison beim Décastar in Talence.
Bei den Leichtathletik-Europameisterschaften 1998 in Budapest verpasste Nazarovienė als Vierte mit nur 16 Punkten Rückstand auf den Bronzerang eine Medaille im Siebenkampf nur knapp. Am Ende der Saison belegte sie jedoch den dritten Rang in der World Athletics Challenge - Combined Events. 1999 wurde sie bei den Leichtathletik-Hallenweltmeisterschaften in Maebashi wieder Vierte und erreichte bei den Leichtathletik-Weltmeisterschaften in Sevilla den achten Platz.
Remigija Nazarovienė ist 1,80 m und wog zu Wettkampfzeiten 70 kg. Sie war mit dem estnischen Zehnkämpfer Andrei Nazarov verheiratet. Nach dem Ende ihrer aktiven Laufbahn nahm sie eine Trainertätigkeit beim estnischen Leichtathletik-Verband auf. Zu ihren Schützlingen zählen Mikk Pahapill und Kaie Kand.

## Bestleistungen
- Freiluft:
  - Siebenkampf: 6604 Punkte, 11. Juni 1989, Brjansk
  - 100 m Hürden: 13,15 s, 13. September 1996, Talence
  - Hochsprung: 1,86 m, 11. Juni 1989, Brjansk
  - Weitsprung: 6,58 m, 11. Juni 1989, Brjansk
  - Speerwurf: 43,40 m, 22. August 1999, Sevilla
- Halle:
  - Fünfkampf: 4561 Punkte, 31. Januar 1988, Perm
  - 800 m: 2:20,06 min, 5. März 1999, Maebashi
  - 60 m Hürden: 8,20 s, 7. März 1997, Paris
  - Hochsprung: 1,80 m, 7. März 1997, Paris
  - Weitsprung: 6,02 m, 5. März 1999, Maebashi
  - Kugelstoßen: 14,81 m, 5. März 1999, Maebashi